# 你怎能不再给我打电话？
你怎能不再给我打电话（英語：How Come U Don't Call Me Anymore?），是由Prince创作的具有福音元素的浪漫民谣。最初作为Prince 1982年发行的单曲碟“1999”的B面。这首歌于1993年收录在Prince专辑The Hits/The B-Sides.这首歌还被1996年发行的电影girl 6用作原声音乐。Prince曾在2002年的现场演唱专辑One Nite Alone... Live!表演了这首歌。这首歌还被Stephanie Mills (1983), Joshua Redman (1998), Dave McMurray (1999), Alicia Keys (2001)演唱过.Roger Cicero与Soulounge录制这首歌收录在2004年发行的专辑Home中;Cicero这首歌的现场版本还出现在他2008年发行的单曲"Alle Möbel verrückt"中.'".

## 艾莉西亚·凯斯版本
艾丽西亚于2001年录制了这首歌并重新命名为"How Come You Don't Call Me",收录在她首张发行的专辑极微之歌中.并作为专辑的第三波主打歌曲打榜并取得一定的成功。这首歌到达了澳大利亚和英国排行榜以及美国告示牌杂志热门节奏蓝调/嘻哈单曲排行榜的前三十 。
这首歌的官方混音版本由The Neptunes制作，收录在Remixed & Unplugged in A minor首张专辑的再版中，混音版还邀请了Justin Timberlake参与

## 音乐录影带
这首歌的音乐录影带由Little X.执导。整个音乐录影带涉及到日韩流行文化，例如San-X公司Buru Buru 狗（日本卡通人物），百变小樱，流氓兔，MV讲述了艾丽西亚一早起床，吃早餐，与朋友在沙发上轻松交谈，与朋友散步，最终以她在舞台的表演结束，MV的结尾来自他男友的电话向艾丽西亚解释为什么自己不打电话给她，艾丽西亚笑着挂掉了电话

## 音乐制作

### 录制
Alicia keys 主唱 和声 所有器乐

### 制作
Alicia Keys –制作人
Kerry "Krucial" Brothers – producer, 鼓声
Russ Elevado – 混音

### 榜单成绩
| 榜单（2002年）                       | 最高位置 |
| ------------------------------------ | -------- |
| Australian Singles Chart             | 29       |
| Dutch Mega Single Top 100            | 58       |
| German Singles Chart                 | 80       |
| Hungarian Singles Chart              | 4        |
| Swiss Singles Chart                  | 60       |
| 英国单曲排行榜                       | 26       |
| 公告牌百强单曲榜                     | 59       |
| U.S. Billboard Hot R&B/Hip-Hop Songs | 30       |
| U.S. Billboard Pop Songs             | 34       |